# Zdarzenie w porcie
Zdarzenie w porcie (tyt.oryg. Një ndodhi në port) – albański film fabularny z roku 1980 w reżyserii Hysena Hakaniego.

## Opis fabuły
Sfałszowane dane przez pracowników laboratorium powodują zerwanie kontraktu przez zagraniczną firmę. Winą za to wydarzenie obciążono jednego ze specjalistów, odpowiedzialnych za kontrakt. Prawdziwi sabotażyści próbują ukryć dowody, które mogą doprowadzić do nich. Ich działania powodują realne zagrożenie w porcie. Spór o odpowiedzialność za sabotaż doprowadza do zerwania między Lindą i Artanem, pracującym do tej pory w porcie.
Zdjęcia do filmu realizowano w Durrës.

## Obsada
- Violeta Dede jako Linda
- Thimi Filipi jako robotnik
- Vangjel Heba jako kierownik odcinka
- Demir Hyskja jako inż. Faik
- Mirush Kabashi jako inwalida
- Agim Shuke jako inżynier z laboratorium
- Xhelal Tafaj jako Artan
- Spiro Urumi jako analityk
- Adriana Ceka
- Adonis Filipi
- Napoleon Llalla
- Miltjadh Profi
- Gaqo Spiro
- Tonin Ujka